# Bompas (Ariège)
Pour les articles homonymes, voir Bompas.
Bompas est une commune française, située dans le département de l'Ariège en région Occitanie.
Localisée dans le centre-est du département, la commune  fait partie, sur le plan historique et culturel, du pays du Sabarthès, structuré par la haute vallée de l'Ariège en amont du pays de Foix avec Tarascon-sur-Ariège comme ville principale. Exposée à un climat de montagne, elle est drainée par l' Ariège, l' Arnave. La commune possède un patrimoine naturel remarquable : un site Natura 2000 (« Garonne, Ariège, Hers, Salat, Pique et Neste ») et six zones naturelles d'intérêt écologique, faunistique et floristique.
Bompas est une commune rurale qui compte 200 habitants en 2022, après avoir connu une forte hausse de la population depuis 1975. Elle fait partie de l'aire d'attraction de Tarascon-sur-Ariège. Ses habitants sont appelés les Bompasais ou Bompasaises.

## Géographie

### Localisation
1. Carte dynamique
2. Carte Openstreetmap
3. Carte topographique
4. Carte avec les communes environnantes

La commune de Bompas se trouve dans le département de l'Ariège, en région Occitanie.
Elle se situe à 11 km à vol d'oiseau de Foix, préfecture du département, et à 2 km de Tarascon-sur-Ariège, bureau centralisateur du canton du Sabarthès dont dépend la commune depuis 2015 pour les élections départementales.
La commune fait en outre partie du bassin de vie de Tarascon-sur-Ariège.
Les communes les plus proches sont : 
Arignac (1,5 km), Mercus-Garrabet (2,0 km), Tarascon-sur-Ariège (2,1 km), Arnave (2,8 km), Quié (2,8 km), Surba (3,5 km), Ussat (3,8 km), Bédeilhac-et-Aynat (4,4 km).
Sur le plan historique et culturel, Bompas fait partie du pays de Sabarthès, structuré par la haute vallée de l'Ariège en amont du pays de Foix avec Tarascon-sur-Ariège comme ville principale.
Bompas est limitrophe de quatre autres communes.
Les communes limitrophes sont Arignac, Arnave, Mercus-Garrabet et Tarascon-sur-Ariège.
|         | Mercus-Garrabet     |        |
| Arignac | Bompas              | Arnave |
|         | Tarascon-sur-Ariège |        |

La commune située dans les Pyrénées au nord-est de Tarascon-sur-Ariège.

### Géologie et relief
La commune est située dans les Pyrénées, une chaîne montagneuse jeune, érigée durant l'ère tertiaire (il y a 40 millions d'années environ), en même temps que les Alpes. Les terrains affleurants sur le territoire communal sont constitués de roches pour partie sédimentaires et pour partie métamorphiques datant du Protérozoïque, le dernier éon du Précambrien sur l’échelle des temps géologiques. La structure détaillée des couches affleurantes est décrite dans la feuille « n°1075 - Foix » de la carte géologique harmonisée au 1/50 000ème du département de l'Ariège, et sa notice associée.
La superficie cadastrale de la commune publiée par l’Insee, qui sert de références dans toutes les statistiques, est de 2,75 km2,. La superficie géographique, issue de la BD Topo, composante du Référentiel à grande échelle produit par l'IGN, est quant à elle de 2,82 km2. Son relief est particulièrement découpé puisque la dénivelée maximale atteint 418 mètres. L'altitude du territoire varie entre 466 m et 884 m.

### Hydrographie

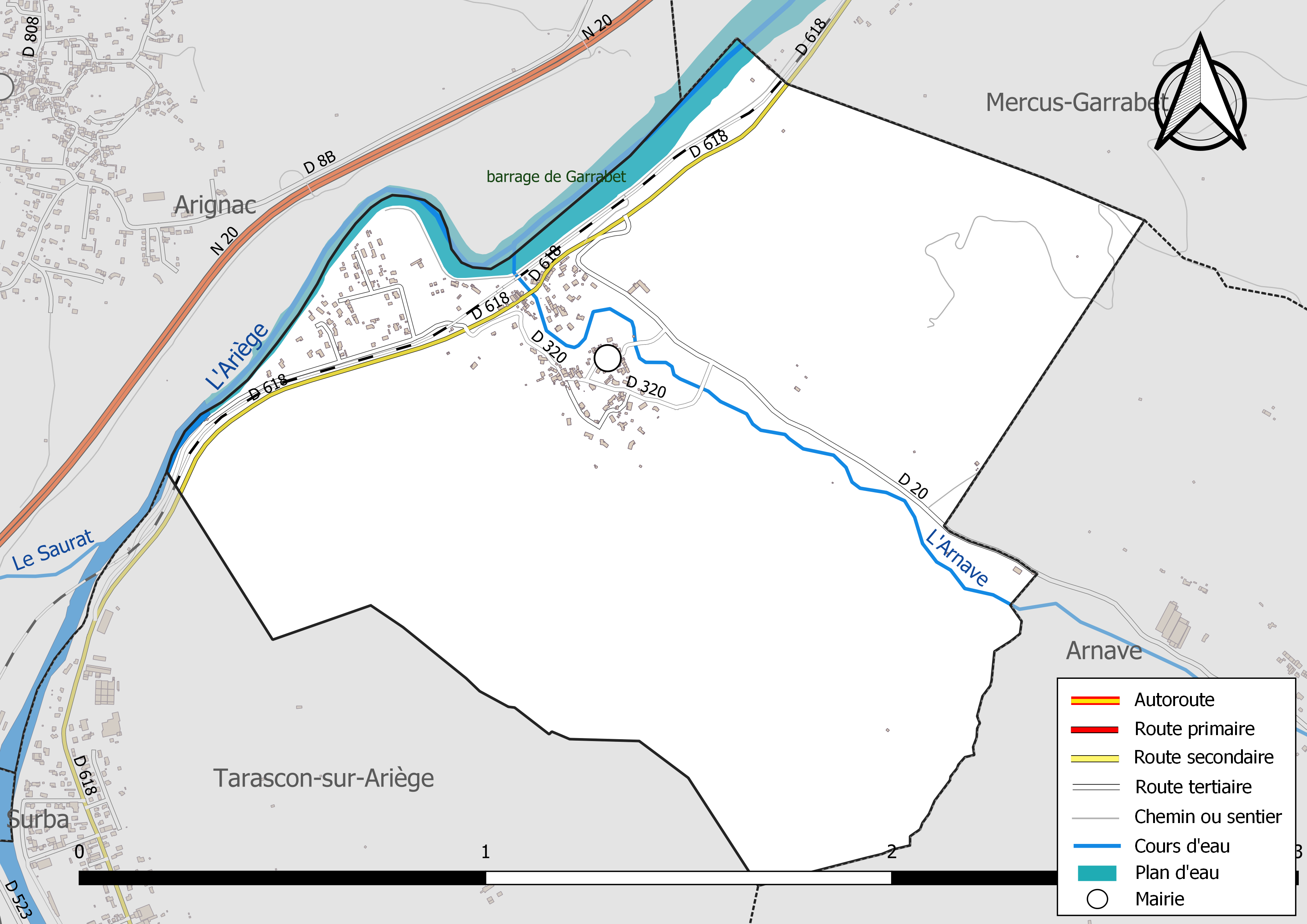
Réseaux hydrographique et routier de Bompas.

La commune est dans le bassin versant de la Garonne, au sein du bassin hydrographique Adour-Garonne. Elle est drainée par l'Ariège, l'Arnave, constituant un réseau hydrographique de 2 km de longueur totale,.
L'Ariège, d'une longueur totale de 162,91 km, prend sa source dans la commune de Porta et s'écoule du sud vers le nord. Elle traverse la commune et se jette dans la Garonne à Portet-sur-Garonne, après avoir traversé 56 communes.
L'Arnave, d'une longueur totale de 10,93 km, prend sa source dans la commune de Cazenave-Serres-et-Allens et s'écoule d'est en ouest. Il traverse la commune et se jette dans l'Ariège à Arignac, après avoir traversé 4 communes.

### Climat
Pour des articles plus généraux, voir Climat de l'Occitanie et Climat de l'Ariège.
En 2010, le climat de la commune est de type climat océanique dégradé des plaines du Centre et du Nord, selon une étude s'appuyant sur une série de données couvrant la période 1971-2000. En 2020, Météo-France publie une typologie des climats de la France métropolitaine dans laquelle la commune est exposée à un climat de montagne et est dans la région climatique Pyrénées centrales, caractérisée par une pluviométrie annuelle de 1 000 à 1 200 mm.
Pour la période 1971-2000, la température annuelle moyenne est de 11,8 °C, avec une amplitude thermique annuelle de 15,3 °C. Le cumul annuel moyen de précipitations est de 912 mm, avec 10,4 jours de précipitations en janvier et 6,6 jours en juillet. Pour la période 1991-2020, la température moyenne annuelle observée sur la station météorologique la plus proche, située sur la commune d'Aston à 11 km à vol d'oiseau, est de 5,9 °C et le cumul annuel moyen de précipitations est de 1 103,9 mm,. Pour l'avenir, les paramètres climatiques de la commune estimés pour 2050 selon différents scénarios d'émission de gaz à effet de serre sont consultables sur un site dédié publié par Météo-France en novembre 2022.

### Milieux naturels et biodiversité

#### Réseau Natura 2000

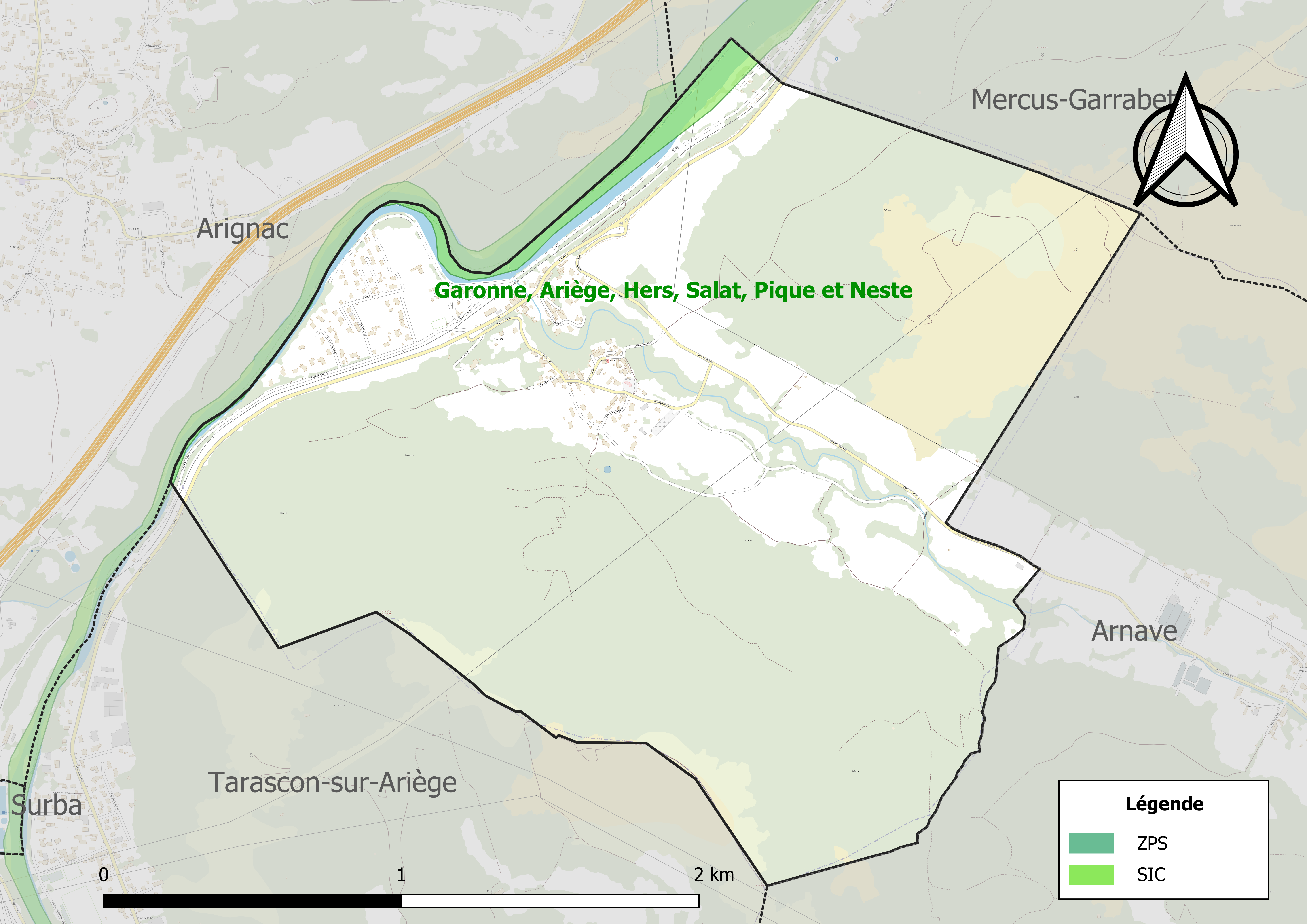
Site Natura 2000 sur le territoire communal.

Le réseau Natura 2000 est un réseau écologique européen de sites naturels d'intérêt écologique élaboré à partir des directives habitats et oiseaux, constitué de zones spéciales de conservation (ZSC) et de zones de protection spéciale (ZPS).
Un site Natura 2000 a été défini sur la commune au titre de la directive habitats : « Garonne, Ariège, Hers, Salat, Pique et Neste », d'une superficie de 9 581 ha, un réseau hydrographique pour les poissons migrateurs, avec des zones de frayères actives et potentielles importantes pour le Saumon en particulier qui fait l'objet d'alevinages réguliers et dont des adultes atteignent déjà Foix sur l'Ariège.

#### Zones naturelles d'intérêt écologique, faunistique et floristique
L’inventaire des zones naturelles d'intérêt écologique, faunistique et floristique (ZNIEFF) a pour objectif de réaliser une couverture des zones les plus intéressantes sur le plan écologique, essentiellement dans la perspective d’améliorer la connaissance du patrimoine naturel national et de fournir aux différents décideurs un outil d’aide à la prise en compte de l’environnement dans l’aménagement du territoire.
Trois ZNIEFF de type 1 sont recensées sur la commune :
- le « cours de l'Ariège » (1 341 ha), couvrant 112 communes dont 86 dans l'Ariège et 26 dans la Haute-Garonne[28] ;
- le « massif de Tabe - Saint-Barthélémy » (15 185 ha), couvrant 20 communes du département[29],
- les « parois calcaires et quiès du bassin de Tarascon » (8 161 ha), couvrant 58 communes du département[30] ;

et trois ZNIEFF de type 2, : 
- « L'Ariège et ripisylves » (1 975 ha), couvrant 56 communes dont 43 dans l'Ariège et 13 dans la Haute-Garonne[31] ;
- les « montagnes d'Olmes » (31 924 ha), couvrant 33 communes dont 31 dans l'Ariège et 2 dans l'Aude[32] ;
- les « parois calcaires et quiès de la haute vallée de l'Ariège » (9 891 ha), couvrant 40 communes du département[33].

Carte des ZNIEFF de type 1 et 2 à Bompas.
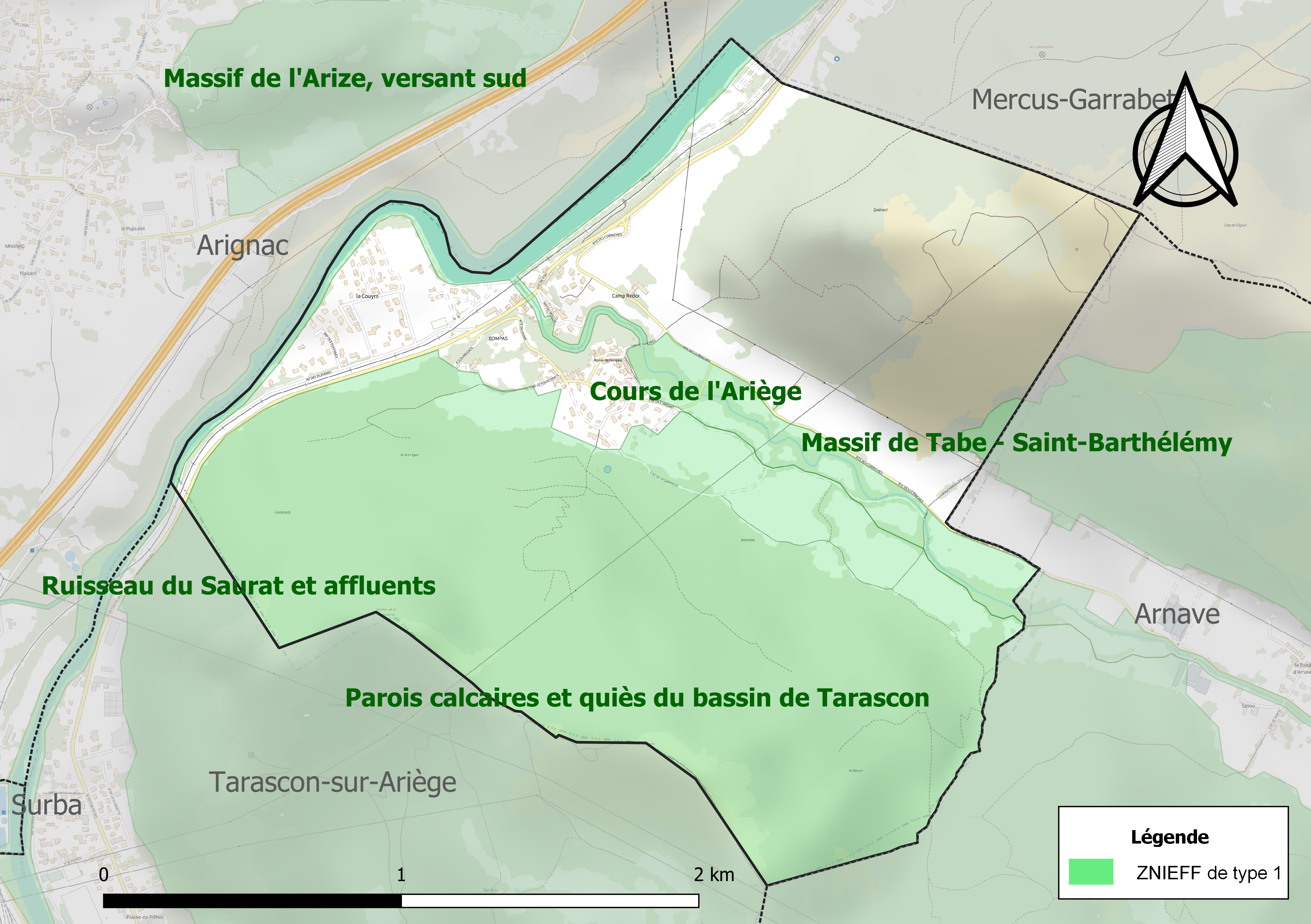
Carte des ZNIEFF de type 1 sur la commune.
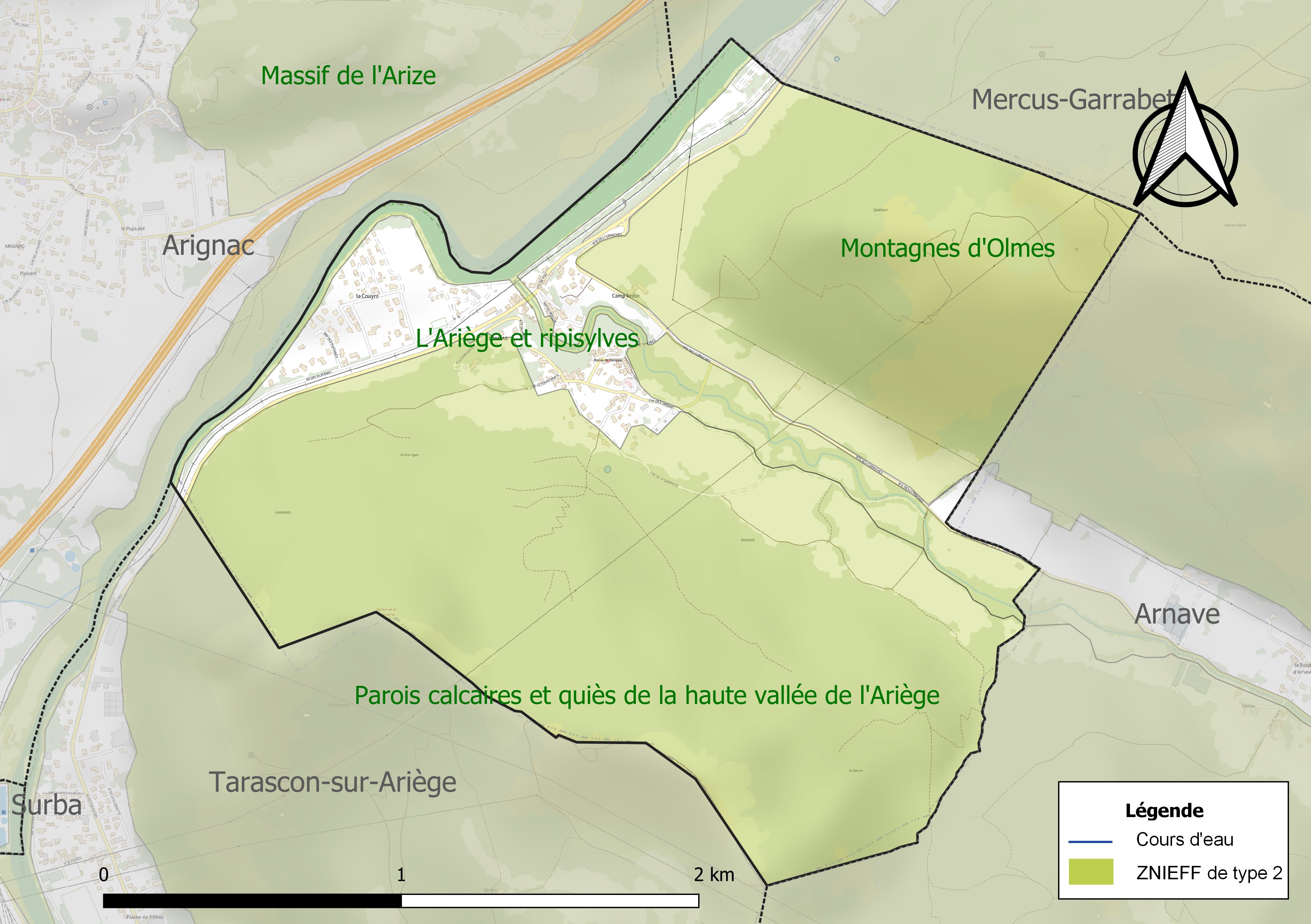
Carte des ZNIEFF de type 2 sur la commune.

## Urbanisme

### Typologie
Au 1er janvier 2024, Bompas est catégorisée commune rurale à habitat dispersé, selon la nouvelle grille communale de densité à 7 niveaux définie par l'Insee en 2022.
Elle est située hors unité urbaine. Par ailleurs la commune fait partie de l'aire d'attraction de Tarascon-sur-Ariège, dont elle est une commune de la couronne,. Cette aire, qui regroupe 6 communes, est catégorisée dans les aires de moins de 50 000 habitants,.

### Occupation des sols
L'occupation des sols de la commune, telle qu'elle ressort de la base de données européenne d’occupation biophysique des sols Corine Land Cover (CLC), est marquée par l'importance des forêts et milieux semi-naturels (66,7 % en 2018), une proportion identique à celle de 1990 (66,7 %). La répartition détaillée en 2018 est la suivante : 
forêts (51,1 %), zones agricoles hétérogènes (21,7 %), milieux à végétation arbustive et/ou herbacée (15,7 %), zones urbanisées (9,1 %), eaux continentales (2,4 %). L'évolution de l’occupation des sols de la commune et de ses infrastructures peut être observée sur les différentes représentations cartographiques du territoire : la carte de Cassini (XVIIIe siècle), la carte d'état-major (1820-1866) et les cartes ou photos aériennes de l'IGN pour la période actuelle (1950 à aujourd'hui).

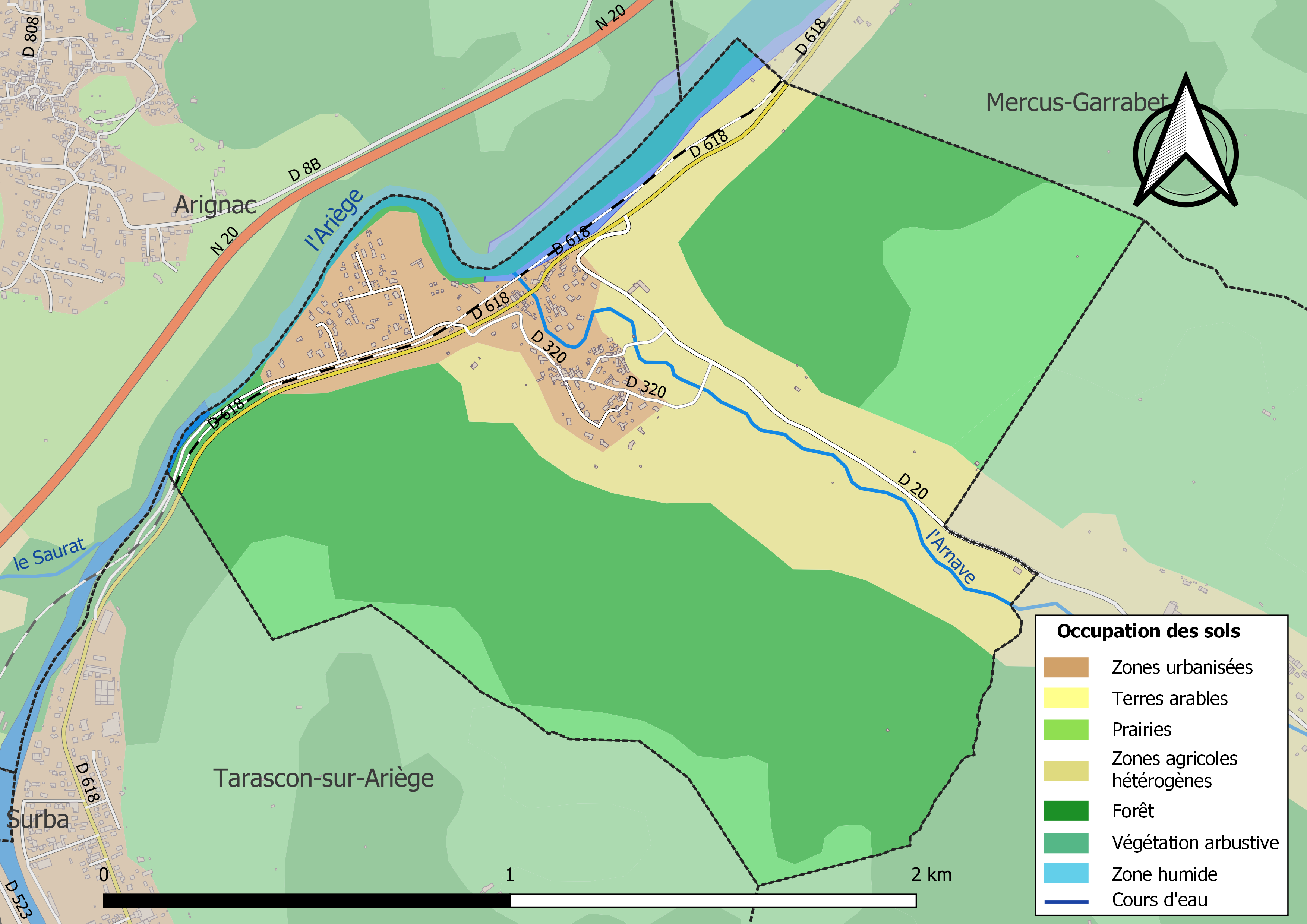
Carte des infrastructures et de l'occupation des sols de la commune en 2018 (CLC).

### Habitat et logement
En 2018, le nombre total de logements dans la commune était de 153, alors qu'il était de 147 en 2013 et de 135 en 2008.
Parmi ces logements, 64,1 % étaient des résidences principales, 22,2 % des résidences secondaires et 13,7 % des logements vacants. Ces logements étaient pour 97,4 % d'entre eux des maisons individuelles et pour 2 % des appartements.
Le tableau ci-dessous présente la typologie des logements à Bompas en 2018 en comparaison avec celle de l'Ariège et de la France entière. Une caractéristique marquante du parc de logements est ainsi une proportion de résidences secondaires et logements occasionnels (22,2 %) inférieure à celle du département (24,6 %) mais supérieure à celle de la France entière (9,7 %). Concernant le statut d'occupation de ces logements, 85,7 % des habitants de la commune sont propriétaires de leur logement (84 % en 2013), contre 66,3 % pour l'Ariège et 57,5 % pour la France entière.
| Typologie                                               | Bompas | Ariège | France entière |
| ------------------------------------------------------- | ------ | ------ | -------------- |
| Résidences principales (en %)                           | 64,1   | 65,7   | 82,1           |
| Résidences secondaires et logements occasionnels (en %) | 22,2   | 24,6   | 9,7            |
| Logements vacants (en %)                                | 13,7   | 9,7    | 8,2            |

### Voies de communication et transports
Accès avec la route nationale 20 et les routes départementales D 618 et D 61 ainsi qu'avec par le train en gare de Tarascon-sur-Ariège sur la ligne de Portet-Saint-Simon à Puigcerda (frontière).

### Risques majeurs
Le territoire de la commune de Bompas est vulnérable à différents aléas naturels : inondations, climatiques (grand froid ou canicule), feux de forêts, mouvements de terrains et séisme (sismicité modérée). Il est également exposé à un risque technologique,  la rupture d'un barrage,.

#### Risques naturels

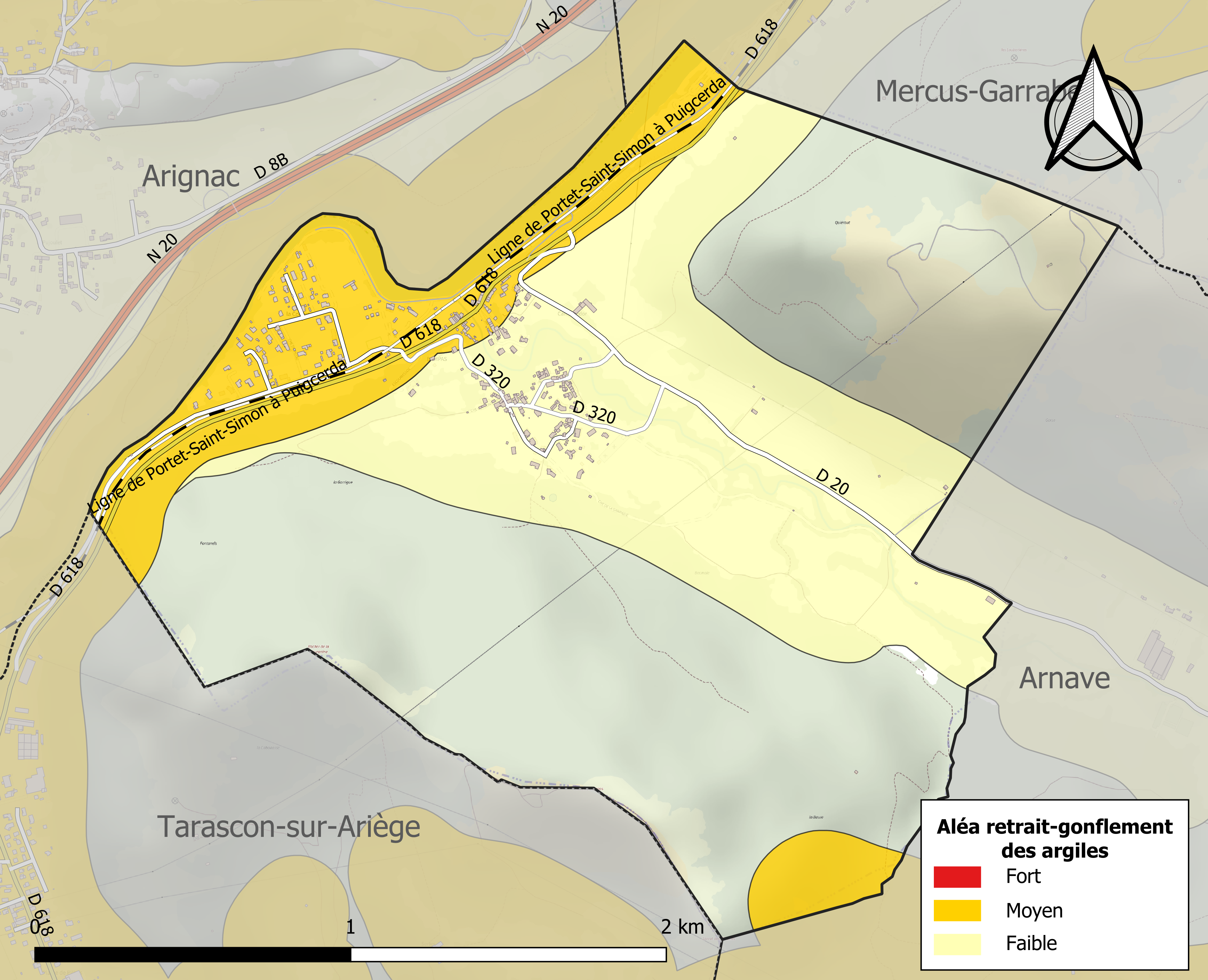
Zonage de l'aléa retrait-gonflement des argiles sur la commune de Bompas.

Certaines parties du territoire communal sont susceptibles d’être affectées par le risque d’inondation par débordement, crue torrentielle d'un cours d'eau, l'Ariège, ou ruissellement d'un versant. L’épisode de crue le plus marquant dans le département reste sans doute celui de 1875. Parmi les inondations marquantes plus récentes concernant le cours d'eau de l'Ariège figurent la crue torrentielle de 1982 et les inondations de plaine de 1996 et de 2005 de la Basse vallée de l'Ariège.
Les mouvements de terrains susceptibles de se produire sur la commune sont soit des chutes de blocs, soit des glissements de terrains, soit des mouvements liés au retrait-gonflement des argiles. Près de 50 % de la superficie du département est concernée par l'aléa retrait-gonflement des argiles, dont la commune de Bompas. L'inventaire national des cavités souterraines permet par ailleurs de localiser celles situées sur la commune.
Ces risques naturels sont pris en compte dans l'aménagement du territoire de la commune par le biais d'un plan de prévention des risques (PPR) inondation et mouvement de terrain approuvé le 26 avril 2012.

#### Risques technologiques
Dans le département de l’Ariège on dénombre cinq grands barrages susceptibles d’occasionner des dégâts en cas de rupture. La commune fait partie des 80 communes susceptibles d’être touchées par l’onde de submersion consécutive à la rupture d’un de ces barrages.

## Politique et administration

### Découpage territorial
La commune de Bompas est membre de la communauté de communes du Pays de Tarascon, un établissement public de coopération intercommunale (EPCI) à fiscalité propre créé le 21 juillet 1994 dont le siège est à Tarascon-sur-Ariège. Ce dernier est par ailleurs membre d'autres groupements intercommunaux.
Sur le plan administratif, elle est rattachée à l'arrondissement de Foix, au département de l'Ariège, en tant que circonscription administrative de l'État, et à la région Occitanie.
Sur le plan électoral, elle dépend du canton du Sabarthès pour l'élection des conseillers départementaux, depuis le redécoupage cantonal de 2014 entré en vigueur en 2015, et de la première circonscription de l'Ariège  pour les élections législatives, depuis le redécoupage électoral de 1986.

### Administration municipale
Le nombre d'habitants au recensement de 2011 étant compris entre 100 et 499, le nombre de membres du conseil municipal pour l'élection de 2014 est de onze,.

### Liste des maires
| Période                                  | Période  | Identité                                                                                              | Étiquette | Qualité         |
| ---------------------------------------- | -------- | --- | --------- | --------------- |
| 1792                                     | 1794     | Paul Fournié                                                                                          |           |                 |
| 1794                                     | 1796     | Jean Baptiste Fauré                                                                                   |           |                 |
| 1796                                     | 1800     | François "Carme" Arabeyre                                                                             |           |                 |
| 1800                                     | 1810     | Pierre Verger                                                                                         |           |                 |
| 1810                                     | 1814     | Jean Laffite                                                                                          |           |                 |
| 1814                                     | 1817     | Jean Pérat                                                                                            |           |                 |
| 1817                                     | 1821     | Paul Fournié                                                                                          |           |                 |
| 1821                                     | 1827     | François Faugère                                                                                      |           |                 |
| 1827                                     | 1835     | Jean Fournié                                                                                          |           |                 |
| 1835                                     | 1836     | André Amiel                                                                                           |           |                 |
| 1836                                     | 1840     | François Bernadac                                                                                     |           |                 |
| 1840                                     | 1846     | Jean Fournié                                                                                          |           |                 |
| 1846                                     | 1870     | Michel Vignaux                                                                                        |           |                 |
| 1870                                     | 1871     | Pierre Sérail                                                                                         |           |                 |
| 1871                                     | 1871     | Joseph Vidal                                                                                          |           |                 |
| 1871                                     | 1876     | Jean Lacaze                                                                                           |           |                 |
| 1876                                     | 1877     | Jean Pierre Laguerre                                                                                  |           |                 |
| 1877                                     | 1878     | Laurent Marrot                                                                                        |           |                 |
| 1878                                     | 1888     | Jean Fils Pérat                                                                                       |           |                 |
| 1888                                     | 1893     | Michel Fournié                                                                                        |           |                 |
| 1893                                     | 1900     | François Teulière                                                                                     |           |                 |
| 1900                                     | 1904     | Jean Baptiste Vidal                                                                                   |           |                 |
| 1904                                     | 1919     | Michel Fournié                                                                                        |           |                 |
| 1919                                     | 1925     | Jean Raymond Marrot                                                                                   |           |                 |
| 1925                                     | 1935     | Louis Bicheyre                                                                                        |           |                 |
| 1935                                     | 1953     | Elie Blazy                                                                                            |           |                 |
| 1953                                     | 1971     | André Amiel                                                                                           |           |                 |
| 1971                                     | 1977     | Elie Gadal                                                                                            |           |                 |
| 1977                                     | 1995     | Paul Amiel                                                                                            |           |                 |
| mars 1995                                | 2001     | Dominique Civrac                                                                                      |           |                 |
| mars 2001                                | 2008     | Roland Estebe (remplacé par Dominique Civrac après sa démission et celle d'une partie de son conseil) |           |                 |
| mars 2008                                | 2014     | François Barriendos                                                                                   |           |                 |
| mars 2014                                | En cours | Joseph Gonçalves                                                                                      | SE        | Agent technique |
| Les données manquantes sont à compléter. |          | |           |                 |

## Population et société

### Démographie
| 1793 | 1800 | 1806 | 1821 | 1831 | 1836 | 1841 | 1846 | 1851 |
| ---- | ---- | ---- | ---- | ---- | ---- | ---- | ---- | ---- |
| 204  | 215  | 212  | 214  | 323  | 228  | 235  | 243  | 258  |

| 1856 | 1861 | 1866 | 1872 | 1876 | 1881 | 1886 | 1891 | 1896 |
| ---- | ---- | ---- | ---- | ---- | ---- | ---- | ---- | ---- |
| 253  | 235  | 247  | 232  | 250  | 240  | 239  | 215  | 190  |

| 1901 | 1906 | 1911 | 1921 | 1926 | 1931 | 1936 | 1946 | 1954 |
| ---- | ---- | ---- | ---- | ---- | ---- | ---- | ---- | ---- |
| 187  | 203  | 175  | 184  | 174  | 169  | 155  | 164  | 150  |

| 1962 | 1968 | 1975 | 1982 | 1990 | 1999 | 2006 | 2008 | 2013 |
| ---- | ---- | ---- | ---- | ---- | ---- | ---- | ---- | ---- |
| 126  | 159  | 155  | 145  | 214  | 198  | 202  | 203  | 205  |

| 2018 | 2022 | - | - | - | - | - | - | - |
| ---- | ---- | - | - | - | - | - | - | - |
| 192  | 200  | - | - | - | - | - | - | - |

| selon la population municipale des années : | 1968 | 1975 | 1982 | 1990 | 1999 | 2006 | 2009 | 2013 |
| Rang de la commune dans le département      | 199  | 150  | 137  | 113  | 115  | 130  | 139  | 139  |
| Nombre de communes du département           | 340  | 328  | 330  | 332  | 332  | 332  | 332  | 332  |

### Enseignement
Bompas fait partie de l'académie de Toulouse.

### Activités sportives
Athlétisme.

## Économie

### Revenus
En 2018, la commune compte 95 ménages fiscaux, regroupant 185 personnes. La médiane du revenu disponible par unité de consommation est de 20 670 € (19 820 € dans le département).

### Emploi
| Division       | 2008  | 2013   | 2018   |
| -------------- | ----- | ------ | ------ |
| Commune        | 4,4 % | 3,7 %  | 9,9 %  |
| Département    | 8,9 % | 11,1 % | 11,2 % |
| France entière | 8,3 % | 10 %   | 10 %   |

En 2018, la population âgée de 15 à 64 ans s'élève à 101 personnes, parmi lesquelles on compte 73,3 % d'actifs (63,4 % ayant un emploi et 9,9 % de chômeurs) et 26,7 % d'inactifs,. Depuis 2008, le taux de chômage communal (au sens du recensement) des 15-64 ans est inférieur à celui de la France et du département.
La commune fait partie de la couronne de l'aire d'attraction de Tarascon-sur-Ariège, du fait qu'au moins 15 % des actifs travaillent dans le pôle,. Elle compte 34 emplois en 2018, contre 43 en 2013 et 38 en 2008. Le nombre d'actifs ayant un emploi résidant dans la commune est de 66, soit un indicateur de concentration d'emploi de 51,6 % et un taux d'activité parmi les 15 ans ou plus de 44,4 %.
Sur ces 66 actifs de 15 ans ou plus ayant un emploi, 9 travaillent dans la commune, soit 14 % des habitants. Pour se rendre au travail, 93,9 % des habitants utilisent un véhicule personnel ou de fonction à quatre roues, 3 % s'y rendent en deux-roues, à vélo ou à pied et 3 % n'ont pas besoin de transport (travail au domicile).

### Activités hors agriculture
10 établissements sont implantés  à Bompas au 31 décembre 2019.
Le secteur de la construction est prépondérant sur la commune puisqu'il représente 30 % du nombre total d'établissements de la commune (3 sur les 10 entreprises implantées  à Bompas), contre 14,2 % au niveau départemental.
Aucune exploitation agricole ayant son siège dans la commune n'est recensée lors du recensement agricole de 2010 (six en 1988).

## Culture locale et patrimoine

### Lieux et monuments
- Église Saint-Jean-Baptiste
- Château de Roques, organisation de séminaires

### Héraldique
| Blason de Bompas | Blason  | De sinople à la pointe ondée d'or accostée de deux roues de moulin, celle de dextre d'or à quatre rais en sautoir et chargée de quatre épis de blé du même aboutés en croix, celle de senestre d'argent à huit rais en losange facettés et au moyeu du même ; au chef ondé cousu* de gueules et chargé de trois fers de moulin d'or. Devise / CriCe coin de terre me sourit. |
| Blason de Bompas | Détails | * Ces armes emploient le terme « cousu » dans le seul but de contrevenir à la règle de contrariété des couleurs : elles sont fautives : gueules sur sinople. Le statut officiel du blason reste à déterminer. |

## Pour approfondir